# Tillandsia ixioides
Tillandsia ixioides är en gräsväxtart som beskrevs av August Heinrich Rudolf Grisebach. Tillandsia ixioides ingår i släktet Tillandsia och familjen Bromeliaceae.

## Underarter
Arten delas in i följande underarter:
- T. i. ixioides
- T. i. viridiflora